# Castelletto Uzzone
Castelletto Uzzone är en ort och kommun i provinsen Cuneo i regionen Piemonte i Italien. Kommunen hade 314 invånare (2018).